# بکهاری خورد
بکهاری خورد (به انگلیسی: Behkri) یک منطقهٔ مسکونی در پاکستان است که در پنجاب واقع شده‌است.